# Kalit

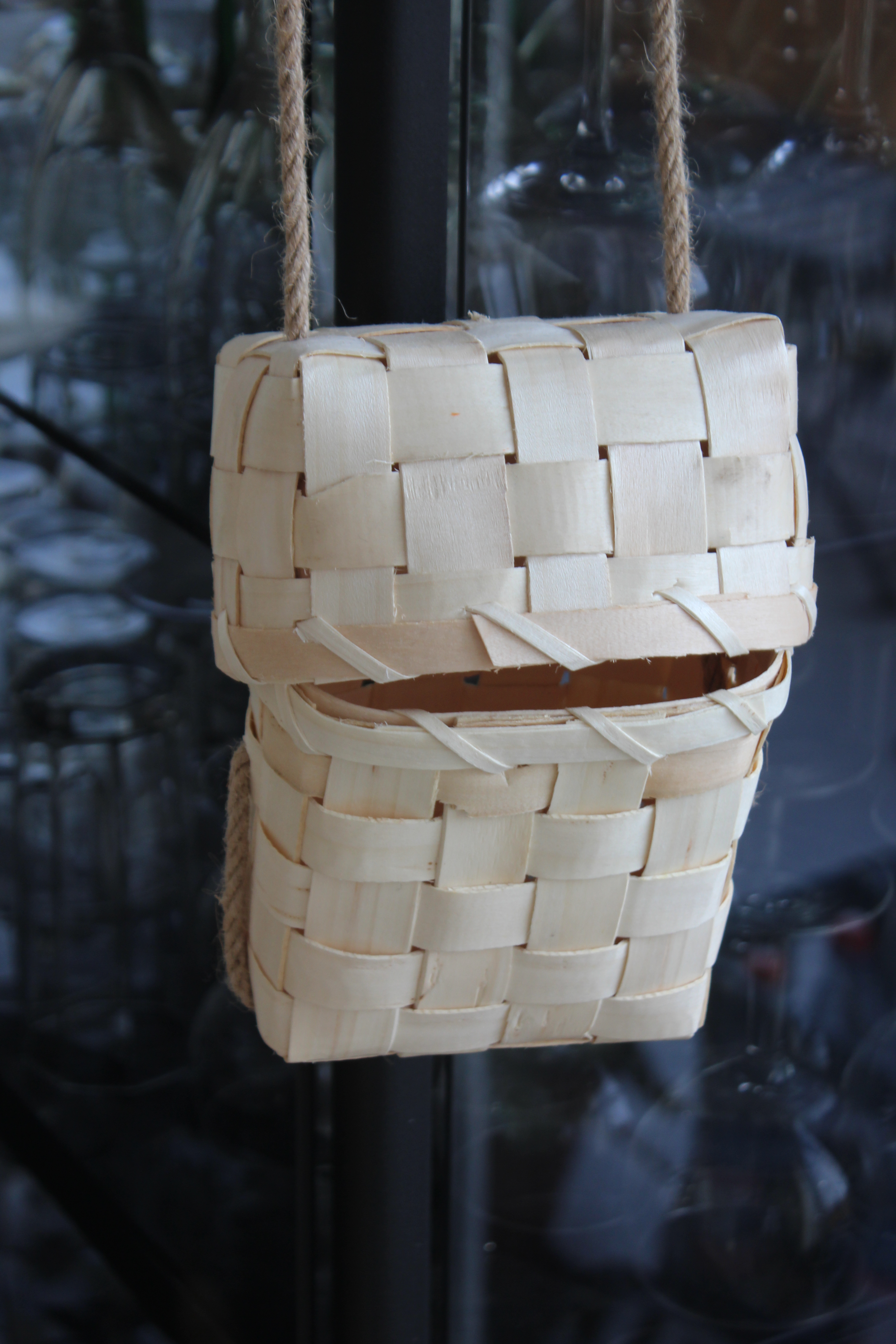
Kalit, kleinere Abmessungen

Die Kalit ist ein meist geflochtener Korb, der hauptsächlich in der brandenburgischen Uckermark den Bauern zur Aufbewahrung ihrer Mahlzeiten während der Feldarbeit diente. Sie ist etwa 20–30 cm breit und bis zu 40 cm hoch. Oft aus Weidenruten geflochten, besitzt sie einen Deckel aus gleichem Material zum Verschließen.
Nationale Bekanntheit erlangte dieser Korb u. a. durch den Roman „Die Heiden von Kummerow“ des Angermünder Schriftstellers Ehm Welk.